# Llista d'asteroides/147301-147400
| Nom             | Designació provisional | Data de descobriment | Lloc de descobriment | Descobridor/s               |
| --------------- | ---------------------- | -------------------- | -------------------- | --------------------------- |
| 147301 -        | 2003 AF61              | 7 de gener de 2003   | Socorro              | LINEAR                      |
| 147302 -        | 2003 AS62              | 8 de gener de 2003   | Socorro              | LINEAR                      |
| 147303 -        | 2003 AG65              | 7 de gener de 2003   | Socorro              | LINEAR                      |
| 147304 -        | 2003 AN68              | 8 de gener de 2003   | Socorro              | LINEAR                      |
| 147305 -        | 2003 AD73              | 11 de gener de 2003  | Socorro              | LINEAR                      |
| 147306 -        | 2003 AH73              | 11 de gener de 2003  | Socorro              | LINEAR                      |
| 147307 -        | 2003 AH78              | 10 de gener de 2003  | Socorro              | LINEAR                      |
| 147308 -        | 2003 AN78              | 10 de gener de 2003  | Kitt Peak            | Spacewatch                  |
| 147309 -        | 2003 AS88              | 2 de gener de 2003   | Socorro              | LINEAR                      |
| 147310 -        | 2003 AT88              | 2 de gener de 2003   | Socorro              | LINEAR                      |
| 147311 -        | 2003 AF89              | 4 de gener de 2003   | Socorro              | LINEAR                      |
| 147312 -        | 2003 AT89              | 4 de gener de 2003   | Socorro              | LINEAR                      |
| 147313 -        | 2003 AZ93              | 2 de gener de 2003   | Socorro              | LINEAR                      |
| 147314 -        | 2003 AC94              | 1 de gener de 2003   | Kitt Peak            | Spacewatch                  |
| 147315 -        | 2003 BK2               | 25 de gener de 2003  | Palomar              | NEAT                        |
| 147316 -        | 2003 BJ6               | 23 de gener de 2003  | Kvistaberg           | Uppsala-DLR Asteroid Survey |
| 147317 -        | 2003 BF7               | 25 de gener de 2003  | Anderson Mesa        | LONEOS                      |
| 147318 -        | 2003 BD8               | 26 de gener de 2003  | Anderson Mesa        | LONEOS                      |
| 147319 -        | 2003 BG8               | 26 de gener de 2003  | Anderson Mesa        | LONEOS                      |
| 147320 -        | 2003 BZ12              | 26 de gener de 2003  | Anderson Mesa        | LONEOS                      |
| 147321 -        | 2003 BU13              | 26 de gener de 2003  | Haleakala            | NEAT                        |
| 147322 -        | 2003 BC15              | 26 de gener de 2003  | Haleakala            | NEAT                        |
| 147323 -        | 2003 BG15              | 26 de gener de 2003  | Haleakala            | NEAT                        |
| 147324 -        | 2003 BD16              | 26 de gener de 2003  | Haleakala            | NEAT                        |
| 147325 -        | 2003 BW17              | 27 de gener de 2003  | Socorro              | LINEAR                      |
| 147326 -        | 2003 BF25              | 25 de gener de 2003  | Palomar              | NEAT                        |
| 147327 -        | 2003 BH30              | 27 de gener de 2003  | Socorro              | LINEAR                      |
| 147328 -        | 2003 BG31              | 27 de gener de 2003  | Socorro              | LINEAR                      |
| 147329 -        | 2003 BJ33              | 27 de gener de 2003  | Haleakala            | NEAT                        |
| 147330 -        | 2003 BR33              | 27 de gener de 2003  | Haleakala            | NEAT                        |
| 147331 -        | 2003 BR38              | 27 de gener de 2003  | Socorro              | LINEAR                      |
| 147332 -        | 2003 BB40              | 27 de gener de 2003  | Kitt Peak            | Spacewatch                  |
| 147333 -        | 2003 BP42              | 28 de gener de 2003  | Socorro              | LINEAR                      |
| 147334 -        | 2003 BE49              | 26 de gener de 2003  | Haleakala            | NEAT                        |
| 147335 -        | 2003 BK49              | 27 de gener de 2003  | Anderson Mesa        | LONEOS                      |
| 147336 -        | 2003 BY50              | 27 de gener de 2003  | Socorro              | LINEAR                      |
| 147337 -        | 2003 BU51              | 27 de gener de 2003  | Socorro              | LINEAR                      |
| 147338 -        | 2003 BT54              | 27 de gener de 2003  | Palomar              | NEAT                        |
| 147339 -        | 2003 BW56              | 27 de gener de 2003  | Socorro              | LINEAR                      |
| 147340 -        | 2003 BC57              | 27 de gener de 2003  | Socorro              | LINEAR                      |
| 147341 -        | 2003 BE60              | 27 de gener de 2003  | Socorro              | LINEAR                      |
| 147342 -        | 2003 BT64              | 30 de gener de 2003  | Kitt Peak            | Spacewatch                  |
| 147343 -        | 2003 BY65              | 30 de gener de 2003  | Kitt Peak            | Spacewatch                  |
| 147344 -        | 2003 BK67              | 30 de gener de 2003  | Haleakala            | NEAT                        |
| 147345 -        | 2003 BG69              | 29 de gener de 2003  | Kitt Peak            | Spacewatch                  |
| 147346 -        | 2003 BJ71              | 31 de gener de 2003  | Socorro              | LINEAR                      |
| 147347 -        | 2003 BL71              | 31 de gener de 2003  | Socorro              | LINEAR                      |
| 147348 -        | 2003 BF72              | 28 de gener de 2003  | Socorro              | LINEAR                      |
| 147349 -        | 2003 BC73              | 28 de gener de 2003  | Palomar              | NEAT                        |
| 147350 -        | 2003 BD78              | 30 de gener de 2003  | Haleakala            | NEAT                        |
| 147351 -        | 2003 BB81              | 31 de gener de 2003  | Socorro              | LINEAR                      |
| 147352 -        | 2003 BG81              | 31 de gener de 2003  | Socorro              | LINEAR                      |
| 147353 -        | 2003 BH81              | 31 de gener de 2003  | Socorro              | LINEAR                      |
| 147354 -        | 2003 BY82              | 31 de gener de 2003  | Socorro              | LINEAR                      |
| 147355 -        | 2003 BV83              | 31 de gener de 2003  | Socorro              | LINEAR                      |
| 147356 -        | 2003 BN87              | 26 de gener de 2003  | Socorro              | LINEAR                      |
| 147357 -        | 2003 CF2               | 1 de febrer de 2003  | Socorro              | LINEAR                      |
| 147358 -        | 2003 CZ2               | 2 de febrer de 2003  | Socorro              | LINEAR                      |
| 147359 -        | 2003 CJ8               | 1 de febrer de 2003  | Socorro              | LINEAR                      |
| 147360 -        | 2003 CY8               | 2 de febrer de 2003  | Anderson Mesa        | LONEOS                      |
| 147361 -        | 2003 CP9               | 2 de febrer de 2003  | Socorro              | LINEAR                      |
| 147362 -        | 2003 CR9               | 2 de febrer de 2003  | Socorro              | LINEAR                      |
| 147363 -        | 2003 CH10              | 2 de febrer de 2003  | Socorro              | LINEAR                      |
| 147364 -        | 2003 CD11              | 2 de febrer de 2003  | Socorro              | LINEAR                      |
| 147365 -        | 2003 CH13              | 3 de febrer de 2003  | Haleakala            | NEAT                        |
| 147366 -        | 2003 CZ18              | 8 de febrer de 2003  | Anderson Mesa        | LONEOS                      |
| 147367 -        | 2003 CA20              | 9 de febrer de 2003  | Mallorca             | À. López, R. Pacheco        |
| 147368 -        | 2003 CP21              | 1 de febrer de 2003  | Kitt Peak            | Spacewatch                  |
| 147369 -        | 2003 DA1               | 21 de febrer de 2003 | Palomar              | NEAT                        |
| 147370 -        | 2003 DO16              | 21 de febrer de 2003 | Palomar              | NEAT                        |
| 147371 -        | 2003 DU16              | 21 de febrer de 2003 | Palomar              | NEAT                        |
| 147372 -        | 2003 DB20              | 22 de febrer de 2003 | Palomar              | NEAT                        |
| 147373 -        | 2003 EB                | Jornada              | D. S. Dixon          |                             |
| 147374 -        | 2003 EE3               | 6 de març de 2003    | Socorro              | LINEAR                      |
| 147375 -        | 2003 EH5               | 4 de març de 2003    | Cima Ekar            | Asiago-DLR Asteroid Survey  |
| 147376 -        | 2003 EM21              | 6 de març de 2003    | Anderson Mesa        | LONEOS                      |
| 147377 -        | 2003 ET21              | 6 de març de 2003    | Socorro              | LINEAR                      |
| 147378 -        | 2003 EP22              | 6 de març de 2003    | Socorro              | LINEAR                      |
| 147379 -        | 2003 EA23              | 6 de març de 2003    | Socorro              | LINEAR                      |
| 147380 -        | 2003 EC26              | 6 de març de 2003    | Anderson Mesa        | LONEOS                      |
| 147381 -        | 2003 EE29              | 6 de març de 2003    | Socorro              | LINEAR                      |
| 147382 -        | 2003 EC33              | 7 de març de 2003    | Anderson Mesa        | LONEOS                      |
| 147383 -        | 2003 EJ36              | 7 de març de 2003    | Anderson Mesa        | LONEOS                      |
| 147384 -        | 2003 EW36              | 8 de març de 2003    | Anderson Mesa        | LONEOS                      |
| 147385 -        | 2003 ER39              | 8 de març de 2003    | Socorro              | LINEAR                      |
| 147386 -        | 2003 ED53              | 8 de març de 2003    | Anderson Mesa        | LONEOS                      |
| 147387 -        | 2003 EJ53              | 8 de març de 2003    | Palomar              | NEAT                        |
| 147388 -        | 2003 EO57              | 9 de març de 2003    | Palomar              | NEAT                        |
| 147389 -        | 2003 EV57              | 9 de març de 2003    | Palomar              | NEAT                        |
| 147390 -        | 2003 EK58              | 12 de març de 2003   | Socorro              | LINEAR                      |
| 147391 -        | 2003 EO59              | 11 de març de 2003   | Socorro              | LINEAR                      |
| 147392 -        | 2003 ET61              | 8 de març de 2003    | Anderson Mesa        | LONEOS                      |
| 147393 -        | 2003 EV61              | 9 de març de 2003    | Socorro              | LINEAR                      |
| 147394 -        | 2003 EB62              | 9 de març de 2003    | Socorro              | LINEAR                      |
| 147395 -        | 2003 EE62              | 9 de març de 2003    | Socorro              | LINEAR                      |
| 147396 -        | 2003 EQ62              | 12 de març de 2003   | Socorro              | LINEAR                      |
| 147397 Bobhazel | 2003 FO7               | 30 de març de 2003   | Wrightwood           | J. W. Young                 |
| 147398 -        | 2003 FX8               | 31 de març de 2003   | Palomar              | NEAT                        |
| 147399 -        | 2003 FV11              | 23 de març de 2003   | Kitt Peak            | Spacewatch                  |
| 147400 -        | 2003 FF17              | 24 de març de 2003   | Kitt Peak            | Spacewatch                  |